# Výměna těl
Výměna těl (v anglickém originále Bodyswap) je čtvrtá epizoda třetí série (a celkově šestnáctá) britského sci-fi sitcomu Červený trpaslík. Poprvé byla odvysílána 5. prosince 1989 na kanálu BBC2, v České televizi pak 15. ledna 1999. Jde o vůbec první epizodu seriálu Červený trpaslík, která nebyla natáčena před živým publikem.

## Námět
Do Listerova těla je nahrána mysl mrtvé členky posádky Červeného trpaslíka, aby tak mohla odvrátit autodestrukci lodě. To se sice nepodaří, poplach je falešný, ale Rimmer se toho chytí a vymění si Listerem těla. Jenže stát se zpátky hologramem se mu už tolik nechce.

## Děj
Lister si chce dát karetní partičku s Rimmerem, jenže ten nemá čas; jeden z robíků se pomátl a kompletně zpřeházel všechny dráty na palubě. Rimmer ve spolupráci s Krytonem tak musí projít všechny obvody, protože jeden z nich je napojen na autodestrukční systém a nikdo neví který. Také zakáže Listerovi a Kocourovi dotýkat se jakékoliv techniky. Bohužel, Lister si chce z automatu objednat jídlo a tím spustí autodestrukci Červeného trpaslíka. Holly prohlásí, že autodestrukci může zastavit pouze kapitán nebo některý z vyšších důstojníků, ale ti jsou všichni mrtví. Rimmer ji vyzve, ať něco vymyslí, jenže všechny tři její alternativy končí destrukcí lodě. Kryton navrhne, že by mohli vyzkoušet výměnu osobností: Listerova osobnost by se přehrála na pásku a do jeho prázdného mozku by se nahrála osobnost jednoho z důstojníků. Proces se zdaří, v Listerově těle se ocitne Carol Brownová, která je zpočátku šokovaná, že je z ní muž, ale pak zkusí autodestrukci vypnout. Nepovede se a protože do konce zbývá pár sekund, všichni očekávají smrt. Když ale odpočet skončí, místo exploze pouze vypadne z automatu Listerovo objednané jídlo. Holly jim vysvětlí, že automat na jídlo byl napojen jen na výstražní systém, nikoliv na bombu samotnou, které se Holly už dávno zbavila. Když se Kocour zeptá, proč jim to neřekla, Holly prostě konstatuje, že se na to neptali. Naštvaný Kocour k ní prohodí: "Bože. To se mi jen zdá. Ale pamatuj si. Ty spodky mi zaplatíš holčičko!"
Večer před usnutím Rimmer upozorňuje Listera na fakt, že přibral a že jeho životospráva je otřesná. Když se ho Lister zeptá, proč ho to tak najednou zajímá, Rimmer se vytasí s návrhem, že si půjčí jeho tělo. Během dvou týdnů ho Listerovi vytrénuje a na oplátku si bude moct znovu užít výhod skutečného těla. Lister souhlasí.
Rimmer po výměně osobností okamžitě zamíří do sprchy, pak si uřízne svoje (Listerovy) dredy a nakonec se začne nezřízeně ládovat vším, co mu Kryton uvařil. Lister ho přitom načapá, ale Rimmer se vymluví na fakt, že už tři miliony let nic nejedl a trochu mu přeskočilo. Lister jako hologram nemá na Rimmera žádnou páku a pro tentokrát se nechá obměkčit. Když ho ovšem uprostřed noci nachytá, jak se pod dekou znovu přecpává a navíc najde své dredy v koši, pohár jeho trpělivosti přeteče. Donutí Rimmera k okamžité výměně osobností a zpátky ve svém těle zjistí, že váží ještě víc než před výměnou. Rimmer to nepopírá, ale poukazuje na spoustu dalších drobných vad, které napravil, jako ztuhlý krk, bolest v zádech, zelenou moč nebo otupělé chuťové buňky. To ale Listera nezajímá a Rimmera, který si plánoval další výměnu těl na červenec, usadí konstatováním, že už mu své tělo NIKDY nepůjčí. Lister usne a Rimmer Krytonovi přikáže, aby omámil Listera chloroformem a odvezl ho do laboratoře.
Rimmer se probouzí, ale protože má na sobě Listerovo oblečení, je jasné, že to není on. Přehraje si zprávu na obrazovce, ve které Rimmer (v Listerově těle) vysvětluje, že mu ukradl tělo a uprchl v Kosmiku neznámo kam. Rovněž varuje Listera, aby se nepokoušel ho hledat, jinak se (Listerovo tělo) zastřelí. Aby mohl pronásledovat Rimmera, Lister potřebuje Kocourovo tělo a když mu ho nedá, alespoň ho přiměje pilotovat Modrého skrčka. Mezitím se Rimmer v Kosmiku láduje koblihami, když mu na monitor přijde zpráva od Listera, že ho našli a utíkat nemá smysl. Rimmer začne prchat a přitom vyhrožuje, že se zastřelí. Pronásledování je zavede do vnitřku asteroidu, ale Listerovi stíhání v těsném prostoru přijde moc nebezpečné a přinutí Kocoura zpomalit. Rimmer se jim začne posmívat a přestane dávat pozor, takže vzápětí havaruje. Do kabiny havarovaného Kosmika vstoupí Lister, Kocour a Kryton. Naproti ve dveřích se objeví Rimmer a chybí mu ruka. Lister zuří, protože nejen že přišel o ruku, navíc se Rimmer o tom snaží vtipkovat. Nakonec Rimmer zezadu vytáhne chybějící ruku (kde ji měl schovanou), vztyčí na ní dva prsty a ukáže ji Listerovi. Začne se smát a vzápětí omdlí.
Zpátky ve své kajutě ve svém těle má Lister obvázanou hlavu a snaží své dredy připevněné na provázku umístit zpátky. Když mu Kryton doveze večeři stávající se ze strouhané mrkve v lístečku salátu, je na něj Lister pořád naštvaný. Vtom vchází Rimmer s divným výrazem na obličeji. Když se Lister zeptá, proč se tak tváří, Rimmer kocourovým hlasem odpoví: "Klidně jsem spal, chápeš? A pak už si jen vzpomínám jak mi ten chodící prezervativ (Kryton) dal houbu na obličej a světlo zhaslo." Vstoupí Rimmer (v Kocourově těle) s tácem bramborové kaše a slibuje, že je to jen na jednu noc, maximálně do čtvrtka. Následně zaboří svou hlavu do kaše.

## Zajímavosti
- Craig Charles a Chris Barrie mluví v tomto díle hlasem toho druhého. Aby bylo toto umožněno, byly mnohé scény natáčeny dvakrát. Původně se natáčely beze slov, aby je bylo možné následně nadabovat. To se moc nevedlo, a tak se natočily podruhé tak, že v pozadí zněl předem nahraný, téměř neslyšený nízkofrekvenční dialog, do něhož se oba strefovali svými ústy jako na playback. Výměna těl je proto první epizodou Červeného trpaslíka, jež nebyla natáčena před živým publikem. Záznam byl posléze odeslán do Paris Radio Studio do Londýna a veškerý smích tu byl do epizody uměle dodán.[4]
- Jídelnímu automatu napojenému na autodestrukční systém propůjčil svůj hlas produkční manažer Mike Agnew.[4]
- V této epizodě bylo omylem zmíněno vesmírné vozítko Bílý skrček, přestože se na obrazovce nikdy neobjevilo. Tvůrce speciálních efektů Peter Wragg vysvětlil: "Robovi a Dougovi se zdál vnitřek Modrého skrčka příliš těsný, špatně se v něm natáčelo. Chtěli prostornější vozítko a chystali se ho nazvat Bílý skrček. Mí spolupracovníci udělali několik náčrtků a jeden z nich, Alan Marshall, přišel s onou kulatou, broučí věcí. Robovi a Dougovi se líbila." Z Bílého skrčka se stal Zelený skrček, z něhož se stal Kosmik. Nedopatřením však v epizodě zmínka o neexistujícím Bílém skrčkovi zůstala. V české verzi byla tato chyba opravena.[4]
- Robert Llewellyn natáčel Červeného trpaslíka teprve dva dny a už se ve svém gumovém kostýmu ocitl v sauně manchesterského hotelu Piccadilly. "Pot, jenž tekl z kameramana, se na místě vypařoval. Craig seděl v bublinkové koupeli s doutníkem v ústech a já k němu měl přijet s vozíkem po děsivě kluzké podlaze a zapálit svíčku konečkem svého prstu. Elektrický zapalovač byl ukrytý v mé gumové rukavici a rukávem mi vedly dráty. Kousek drátu nebyl izolovaný. Jak jsem byl propocený, vedl jsem elektřinu a dostal jsem pořádnou šlupku. Bylo to příšerné!" Nejen že se scénu podařilo natočit až na šestnáctý pokus, ale ke všemu byla z finální verze vystřižena.

## Kulturní odkazy
V epizodě zazní jména osob:
- Alfred Hitchcock